# 老撾國家足球隊
老撾國家足球隊，是老撾的國家足球代表隊，由老撾足球協會管理，現時屬於國際足協及亞洲足協成員國之一。老撾至今从未參加過國際大賽的決賽週，無論在世界盃及亞洲盃的外圍賽階段從未取得過出線資格。

## 世界盃成績
| 年份   | 成績       | 外圍賽紀錄 | 外圍賽紀錄 | 外圍賽紀錄 | 外圍賽紀錄 | 外圍賽紀錄 | 外圍賽紀錄 |
| 年份   | 成績       | 賽         | 勝         | 和         | 負         | 入球       | 失球       |
| ------ | ---------- | ---------- | ---------- | ---------- | ---------- | ---------- | ---------- |
| 1930年 | 沒有參與   | 沒有參與   | 沒有參與   | 沒有參與   | 沒有參與   | 沒有參與   | 沒有參與   |
| 1934年 | 沒有參與   | 沒有參與   | 沒有參與   | 沒有參與   | 沒有參與   | 沒有參與   | 沒有參與   |
| 1938年 | 沒有參與   | 沒有參與   | 沒有參與   | 沒有參與   | 沒有參與   | 沒有參與   | 沒有參與   |
| 1950年 | 沒有參與   | 沒有參與   | 沒有參與   | 沒有參與   | 沒有參與   | 沒有參與   | 沒有參與   |
| 1954年 | 沒有參與   | 沒有參與   | 沒有參與   | 沒有參與   | 沒有參與   | 沒有參與   | 沒有參與   |
| 1958年 | 沒有參與   | 沒有參與   | 沒有參與   | 沒有參與   | 沒有參與   | 沒有參與   | 沒有參與   |
| 1962年 | 沒有參與   | 沒有參與   | 沒有參與   | 沒有參與   | 沒有參與   | 沒有參與   | 沒有參與   |
| 1966年 | 沒有參與   | 沒有參與   | 沒有參與   | 沒有參與   | 沒有參與   | 沒有參與   | 沒有參與   |
| 1970年 | 沒有參與   | 沒有參與   | 沒有參與   | 沒有參與   | 沒有參與   | 沒有參與   | 沒有參與   |
| 1974年 | 沒有參與   | 沒有參與   | 沒有參與   | 沒有參與   | 沒有參與   | 沒有參與   | 沒有參與   |
| 1978年 | 沒有參與   | 沒有參與   | 沒有參與   | 沒有參與   | 沒有參與   | 沒有參與   | 沒有參與   |
| 1982年 | 沒有參與   | 沒有參與   | 沒有參與   | 沒有參與   | 沒有參與   | 沒有參與   | 沒有參與   |
| 1986年 | 沒有參與   | 沒有參與   | 沒有參與   | 沒有參與   | 沒有參與   | 沒有參與   | 沒有參與   |
| 1990年 | 沒有參與   | 沒有參與   | 沒有參與   | 沒有參與   | 沒有參與   | 沒有參與   | 沒有參與   |
| 1986年 | 沒有參與   | 沒有參與   | 沒有參與   | 沒有參與   | 沒有參與   | 沒有參與   | 沒有參與   |
| 1990年 | 沒有參與   | 沒有參與   | 沒有參與   | 沒有參與   | 沒有參與   | 沒有參與   | 沒有參與   |
| 1994年 | 沒有參與   | 沒有參與   | 沒有參與   | 沒有參與   | 沒有參與   | 沒有參與   | 沒有參與   |
| 1998年 | 沒有參與   | 沒有參與   | 沒有參與   | 沒有參與   | 沒有參與   | 沒有參與   | 沒有參與   |
| 2002年 | 外圍賽出局 | 6          | 1          | 1          | 4          | 3          | 40         |
| 2006年 | 外圍賽出局 | 8          | 0          | 1          | 7          | 3          | 36         |
| 2010年 | 沒有參與   | -          | -          | -          | -          | -          | -          |
| 2014年 | 外圍賽出局 | 4          | 1          | 0          | 3          | 11         | 19         |
| 2018年 | 外圍賽出局 | 8          | 1          | 1          | 6          | 6          | 29         |
| 2022年 | 外圍賽出局 | 2          | 0          | 1          | 1          | 0          | 1          |
| 總結   |            | 28         | 3          | 4          | 21         | 23         | 125        |

### 亞足聯團結盃足球賽成績
2016年-季軍

### 近期賽事
| 2011年2月10日 2012年亞足聯挑戰盃資格賽 | 中華臺北 | 5 – 2 |  | 臺灣 高雄                              |
| 19:00 UTC+8                            |          | 網址  |  | 場館： 高雄國家體育場 入場人數： 1,000 |

| 2011年2月16日 2012年亞足聯挑戰盃資格賽 |  | 1 – 1 | 中華臺北 | 萬象                                      |
| 18:00 UTC+7                            |  | 網址  |          | 場館： 新老挝國家體育場 入場人數： 15,300 |

| 2011年6月29日 2014年世界盃外圍賽亞洲區第一輪 | 柬埔寨 | 4 – 2 |  | 柬埔寨 金邊                                     |
| 15:00 UTC+7                                  |        | 網址  |  | 場館： 奧林匹克體育場（金邊） 入場人數： 25,000 |

| 2011年7月3日 2014年世界盃外圍賽亞洲區第一輪 |  | 6 – 2 (加時) | 柬埔寨 | 萬象                                     |
| 18:00 UTC+7                                 |  | 網址         |        | 場館： 新老挝國家體育場 入場人數： 9,000 |

| 23 July 2011 2014年世界杯资格赛亚洲区第二轮 | 中國 | 7 – 2 |  | 中国 昆明市                           |
| 15:00 UTC+8                                 |      | 網址  |  | 場館： 昆明體育中心 入場人數： 13,500 |

| 2011年7月28日 2014年世界杯资格赛亚洲区第二轮 |  | 1 – 6 | 中國 | 萬象                                      |
| 18:00 UTC+7                                  |  | 網址  |      | 場館： 新老挝國家體育場 入場人數： 13,000 |